# آماندا پالمر
آماندا پالمر (انگلیسی: Amanda Palmer؛ زادهٔ ۳۰ آوریل ۱۹۷۶) خواننده، ترانه‌سرا، موزیسین و هنرمند اجرامحور آمریکایی است. او خواننده اصلی، پیانیست، و ترانه‌سرای گروه دو نفره درزدن داالز است.
او به عنوان یک هنرمند انفرادی اجرا می‌کند و همچنین یکی از اعضای دوتایی اولن اولن بود. او در طول زندگی حرفه‌ای خود طرفداران ویژه (Cult following) به دست آورده است و یکی از نخستین هنرمندان موسیقی بود که استفاده از وب‌سایت‌های تأمین مالی جمعی را رایج کرد.